# Paulo Obradović
Paulo Obradović (Ragusa, 9 marzo 1986) è un pallanuotista croato.

## Carriera
Dal 2021 indossa la calottina dell'Enka Istanbul.
Ha vinto la medaglia d'oro olimpica nella pallanuoto alle Olimpiadi 2012 svoltesi a Londra, trionfando nel torneo maschile con la nazionale croata.
Nelle sue partecipazioni ai campionati mondiali di nuoto ha ottenuto una medaglia d'argento (2015) e tre medaglie di bronzo (2009, 2011 e 2013). Inoltre, tra gli altri premi, ha conquistato una medaglia d'oro (2010) ai campionati europei di pallanuoto e una medaglia d'oro (2013) ai giochi del Mediterraneo.

## Palmarès

### Club
- Campionato croato: 13

Jug: 2003-04, 2004-05, 2005-06, 2006-07, 2008-09, 2009-10, 2010-11, 2011-12, 2012-13, 2015-16, 2019-20, 2021-22
Primorje: 2013-14
- Kup Hrvatske: 11

Jug: 2003-04, 2004-05, 2006-07, 2007-08, 2008-09, 2009-10, 2015-16, 2016-17, 2022-23
Primorje: 2012-13, 2013-14
- Campionato greco: 2

Olympiakos: 2017-18, 2018-19
- Coppa di Grecia: 2

Olympiakos: 2017-18, 2018-19
- Supercoppa di Grecia: 1

Olympiakos: 2018
- Lega Adriatica: 6

Jug: 2008-09, 2015-16, 2016-17, 2022-23
Primorje: 2012-13, 2013-14
- Coppa dei Campioni/Eurolega: 3

Jug: 2005-06, 2015-16
Olympiakos: 2017-18
- Supercoppa LEN: 2

Jug: 2006, 2016

### Nazionale
- Oro olimpico: 1

Croazia: Londra 2012
- Europei: 1

Croazia: Zagabria 2010
- Giochi del Mediterraneo: 1

Croazia: Mersin 2013